# Zondag Hoofdklasse A
De Zondag Hoofdklasse A was een van de drie (later twee) zondag-Hoofdklassen in het Nederlands amateurvoetbal. Met ingang van het seizoen 2022/23 is de naamgeving voor de Hoofdklassen veranderd naar Vierde Divisie.

## Geschiedenis
De hoofdklasse voor zondagamateurs bestaat sinds het seizoen 1974/75 toen de klasse met drie competities (A, B en C) boven de zes eerste klassen als hoogste amateurniveau werd ingevoerd. Vanaf het seizoen 2016/17 is de Hoofdklasse C komen ter vervallen en waren er twee zaterdag Hoofdklassen, grofweg verdeeld in Noordwest (Hoofdklasse A) en Zuidoost (Hoofdklasse B). Vanaf het seizoen 2022/23 is de naamgeving voor dit niveau veranderd naar Vierde Divisie.

## Kampioenen
Met vijf titels is USV Elinkwijk recordkampioen in deze competitie, HVV Hollandia volgt met vier titels.
Vanaf 2016 staan alle competities op 1 pagina.